# Recorded Music NZ
Recorded Music NZ, Recording Industry Association of New Zealand (RIANZ) er en non-profit handels-forbund af musik-producerer, distributører og musik-kunstnere der sælger musik i New Zealand. De står også for udarbejdelsen af de officielle hitlister i New Zealand.
Desuden står de bag den årlige uddeling af New Zealand Music Awards.
| Musik | Spire Denne musikartikel er en spire som bør udbygges. Du er velkommen til at hjælpe Wikipedia ved at udvide den. |